# Seal Rocks (kulle)
Seal Rocks är en kulle i Antarktis. Den ligger i Östantarktis. Nya Zeeland gör anspråk på området. Toppen på Seal Rocks är 15 meter över havet. Seal Rocks ligger på ön Young Island.
Terrängen runt Seal Rocks är varierad. Havet är nära Seal Rocks åt nordväst. Trakten är obefolkad. Det finns inga samhällen i närheten.